# NGC 4070
NGC 4070 је елиптична галаксија у сазвежђу Береникина коса која се налази на NGC листи објеката дубоког неба.
Деклинација објекта је + 20° 24' 35" а ректасцензија 12h 4m 11,3s. Привидна величина (магнитуда) објекта NGC 4070 износи 13,2 а фотографска магнитуда 14,2. NGC 4070 је још познат и под ознакама NGC 4059, UGC 7052, MCG 4-29-9, CGCG 128-9, PGC 38169.